# Afoni
Afoni, avsaknad av fonation: dvs tonlöst viskande eller total avsaknad av röst. När man talar misslyckas man med att få stämbanden, som är röstens ljudkälla, att svänga.
Intermittent afoni innebär att talet då och då har inslag av afoni/röstavbrott.
Det är ofta afoni man syftar på i dagligt tal med att tappa rösten, men den kan även låta annorlunda på andra sätt, se röstkvalitet.
Afoni kan ha olika orsaker: psykiska, beteendemässiga eller organiska, se röstrubbningar och dissociativ motorisk störning.